# Холодний Микола Григорович
Мико́ла Григо́рович Холо́дний (* 10 (22) червня 1882, Тамбов — † 4 травня 1953, Київ) — український ботанік, фізіолог, мікробіолог, еколог. Член-кореспондент (від 1925 року), дійсний член (від 1929 року) АН УРСР. Заслужений діяч науки УРСР (1944). Засновник школи фізіології рослин.

## Біографічні дані
Народився 22 червня 1882 року в Тамбові. В 1906 році закінчив Київський університет, після чого працював у ньому до 1941 року.
З 1919 року — працював також на Дніпровській біологічній станції «Гористе». Одночасно від 1920 року — науковий співробітник Академії наук УРСР, від 1926 року — професор Київського університету, завідувач кафедр фізіології і анатомії рослин, мікробіології (останню заснував 1933 року).
У 1922—1931 роках — співробітник науково-дослідної кафедри ботаніки, згодом Інституту ботаніки АН УРСР.
у 1931—1949 роках — завідувач відділу Інституту ботаніки АН УРСР, якому 1971 року надали його ім'я.

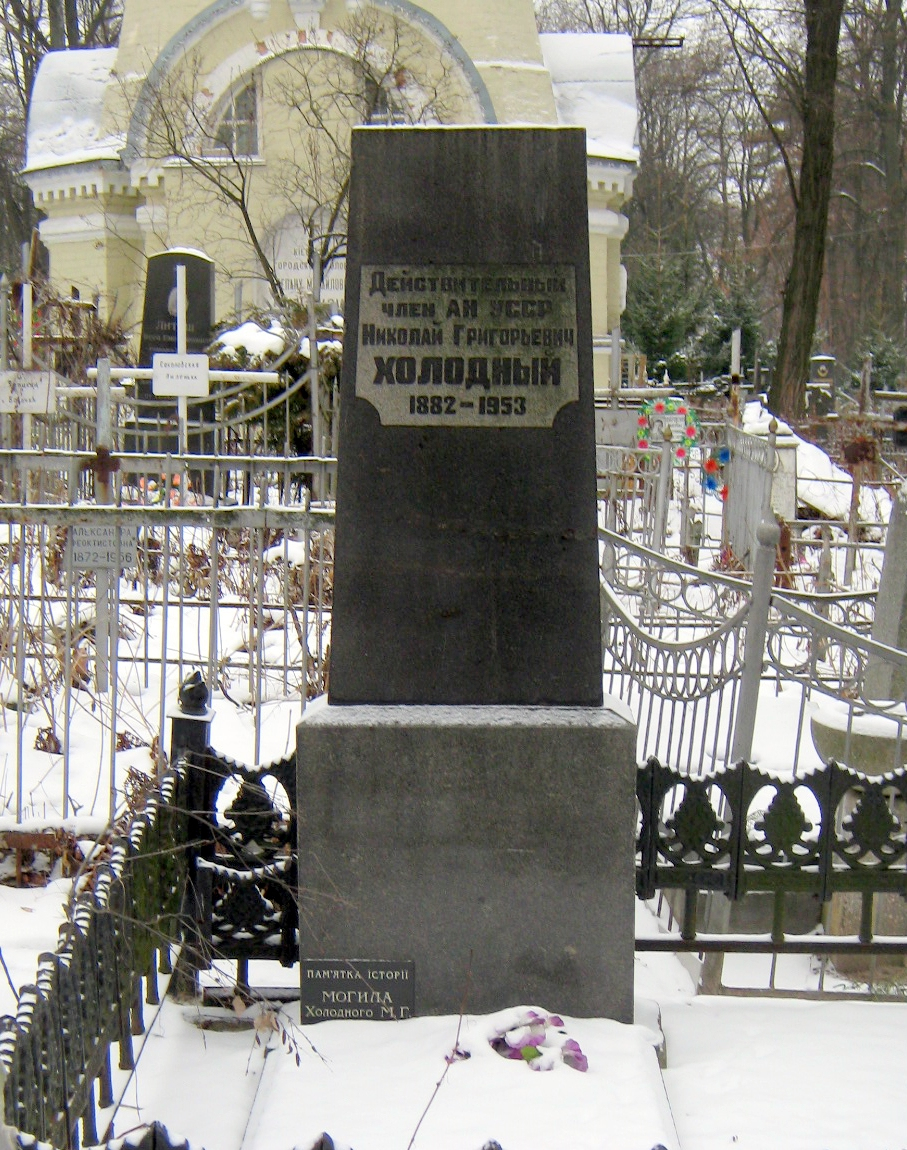
Могила Миколи Холодного

Помер 4 травня 1953 року. Похований в Києві на Лук'янівському цвинтарі (ділянка № 11, ряд 2, місце 27).

## Наукова діяльність
Автор понад 200 праць, присвячених різним питанням фізіології, анатомії та екології рослин, філософським проблемам природознавства, мікробіології та ґрунтознавства.
Основоположник фітогормональної теорії тропізмів, що пояснює ростові рухи рослин. Встановив, що збільшені дози ауксину гальмують ріст кореня або зовсім припиняють його, причому в зоні росту з'являється потовщення. Це дозволило намітити шляхи боротьби з бур'янами за допомогою певних синтетичних речовин.
Майже одночасно і незалежно від Холодного аналогічні ідеї висловив і обґрунтував експериментальні дані голландський фітофізіолог Ф. Вент (1928). У світі відома як гіпотеза Холодного-Вента.
Іншим важливим внеском у науку Холодного була розробка проблеми летких органічних сполук атмосфери та з'ясування їх біологічної ролі.
Провів досліди із штучної стимуляції розвитку рослин, яку широко застосовують у сільськогосподарській практиці в усьому світі. Велику цінність становлять його дослідження з морфології та фізіології залізобактерій.
Займався також екологічними дослідженнями, дослідженнями у галузі ґрунтознавства. Запропонував нові методи обліку кількості ґрунтових бактерій. Розробляв загальнобіологічні питання — виникнення життя на Землі, еволюційної теорії, історії науки.

### Теорія геотропізму
Він починав свій шлях у науці вивченням тропізмів рослин, і це значною мірою визначило головний напрям його досліджень. Першим узагальненням багаторічних експериментів стала фізико-хімічна теорія геотропізму, яку він розглядав як корисну робочу гіпотезу. Суть її така. Сила тяжіння, діючи на рослинний орган, викликає у протоплазмі його клітин особливий характер розподілу в них крупніших колоїдних часточок протоплазми, які несуть електричний заряд. Внаслідок цього у клітині виникає електрорушійна сила, вона спрямована паралельно напрямку дії сили тяжіння і викликає пересування катіонів у клітині. В результаті цього виникають зміни у співвідношеннях концентрацій одно- і двовалентних іонів у протоплазмі верхньої і нижньої частин клітини, що зумовлює збільшення чи зменшення проникності протоплазми. З різною проникністю пов'язане і різне надходження в окремі ділянки протоплазми пластичних речовин, а від цього залежить активність росту клітинної оболонки на протилежних сторонах клітини. Сума таких клітинних ефектів виявляється у спрямованості геотропічного вигину рослинного органу.
У 1918—1923 рр. різні автори запропонували й інші іонні або електричні гіпотези геотропізму. Гіпотеза М. Г. Холодного була першою в цьому плані, хронологічно передувала їм. Її автор разом з тим бачив недостатню експериментальну обґрунтованість її положень, усвідомлював необхідність подальшої роботи над цією проблемою.

### Вчення про фітогормони
Подальшим розвитком його досліджень стало вчення про фітогормони — це була тоді нова, майже не досліджена галузь явищ. Значну частину фітогормональних досліджень М. Г. Холодний провів на Старосільській біологічній станції. Дослідження 1924—1926 рр. дали М. Г. Холодному експериментальні основи для формулювання нової, вже гормональної, гіпотези геотропізму. В ній висловлювалось припущення, що при горизонтальному положенні кореня чи стебла ростовий гормон розподіляється в них нерівномірно, в більшій кількості він зосереджується в клітинах нижнього боку органу. У стеблі та інших негативно геотропічних органах це викликає посилення росту нижнього боку і як наслідок цього негативний геотропічний вигин. Підвищення вмісту гормону у клітинах нижнього боку кореня викликає тут гальмування росту, в результаті чого відбувається вигин кореня вниз (позитивний геотропізм). Розвиваючи далі свої уявлення, М. Г. Холодний поширив їх на явища фототропізму (1927).

### Гормональна теорія тропізмів
На цей час припадає і його спроба запропонувати загальну теорію тропізмів, яка вже ґрунтувалась на уявленнях про важливу роль ростового гормону в цих явищах. Майже одночасно і незалежно від М. Г. Холодного аналогічні ідеї висловив і обґрунтував експериментальні дані голландський фітофізіолог Ф. Вент (1928). Гіпотеза Холодного-Вента досить швидко знаходила визнання у більшості фітофізіологів, поступово перетворювалась на гормональну теорію тропізмів. У цілому вона не викликала серйозних заперечень, суперечки виникали переважно на ґрунті різної інтерпретації деяких експериментальних даних, на яких вона базувалася. Творці ж її продовжували працювати над зміцненням її фундаменту новими експериментальними даними, над з'ясуванням механізму пересування гормону росту під дією електрофізіологічної поляризації тканин.
Про роль гормонів у тропізмах М. Г. Холодний опублікував близько 40 праць. У середині 1930-х років гормональна теорія тропізмів стала загальновизнаною. Можна назвати три основних факти, експериментально встановлених М. Г. Холодним, Ф. Вентом та іншими дослідниками:
- електрофізіологічна поляризація тканин органів рослини під спрямованою дією зовнішніх факторів (гравітації, світла);
- нерівномірний розподіл у тканинах ростового гормону, зумовлений електрополяризацією;
- неоднакове реагування ростучих тканин різних органів рослини на дію розчинів ростового гормону однієї і тієї самої концентрації.

Розробку гормональної теорії тропізмів і встановлення факту величезної ролі фітогормонів у рості рослин М. Г. Холодний вважав першим і найістотнішим результатом своїх досліджень з фізіології гормональних явищ у рослин. Як зазначає дослідник історії науки Ігор Шаров, величезну заслугу М. Г. Холодного в розвитку вчення про гормони рослин у цілому визнавали всі вчені. Він по праву вважається фундатором і натхненником розробки вчення про фітогормони. Узагальненням його багаторічних досліджень з цієї проблеми стала монографія «Фітогормони» (1939).

### Роль летких органічних сполук атмосфери
Іншим важливим внеском у науку М. Г. Холодного була розробка проблеми летких органічних сполук атмосфери та з'ясування їх біологічної ролі. З неї він опублікував 18 праць. Дослідження М. Г. Холодного показали, що леткі органічні сполуки, які виділяються в атмосферу рослинністю Землі, не розсіюються безслідно. Основна їх маса, очевидно, поглинається ґрунтом і використовується його мікробним населенням. Таким чином було виявлено ще одну ланку в складному ланцюгу явищ кругообігу речовин у біосфері, зумовлену життєдіяльністю організмів, які її населяють. М. Г. Холодний акцентував увагу на тому, що саме газова оболонка Землі, точніше її тропосфера, являє собою те «живильне середовище», з якого організми беруть майже всі необхідні їм для життя речовини. Ці ідеї доречно корелювали з ідеями його багаторічного кореспондента академіка В. І. Вернадського про двосторонній характер зв'язку між атмосферою Землі та її біосферою.
Своїми дослідженнями М. Г. Холодний значно розширив знання про фітогенні та інші органічні компоненти атмосфери. Він довів, що ці речовини можуть засвоюватись багатьма мікроорганізмами ґрунту і за певних умов служити для них додатковим джерелом вуглецевого живлення. Він зробив значний внесок у розробку методик дослідження мікробного населення ґрунтів та водоймищ, у розвиток екологічного напрямку в мікробіології. Йому належать оригінальні уявлення про виникнення органічних речовин на Землі абіогенним шляхом. Він збагатив цікавими ідеями й експериментальним матеріалом немало розділів сучасної біології. М. Г. Холодний та В. І. Вернадський накреслили програму досліджень повітряних вітамінів, про яку В. І. Вернадський писав: «…таке дослідження повинно мати велике значення для медицини, метеорології і особливо біохімії, бо різноманітність газових мінералів у тропосфері повинна обчислюватись тисячами видів». Експериментатор у М. Г. Холодному завжди поєднувався з допитливим натуралістом, для якого природа була головною лабораторією.

## Натурфілософ
Введений М.Г. Холодним термін «Антропокосмізм»:  «З точки зору антропокосмізму людина не центр світобудови, але його органічна частина, відмінною рисою якої не є привілеї, але відповідальність».

## Нагороди, вшанування
Нагороджений орденом Леніна.

Меморіальна дошка на будинку в Києві на вулиці Терещенківській

В 1971 році Інституту ботаніки присвоєно його ім'я. На будівлі інституту встановлено меморіальну дошку Миколі Холодному (бронзовий бюст; скульптор Б. С. Довгань, архітектектор Ф. І. Юр'єв; відкритий у 1982 році. Раніше на цьому місці знаходилася меморіальна дошка — бронза, барельєф, скульптор О. О. Супрун, архітектор А. Ф. Ігнащенко; була відкрита в 1974 році).
АН УРСР встановила премію імені Миколи Холодного.
Відома актриса українського походження Віра Холодна (Левченко, 1893-1919) - дружина його брата Володимира.